# Архиповка (Казахстан)
Архи́повка (каз. Архипов) — село у складі Мендикаринського району Костанайської області Казахстану. Входить до складу Михайловського сільського округу.
Населення — 563 особи (2021; 681 у 2009, 709 у 1999, 706 у 1989).